# Johann Friedrich Eck
Johann Friedrich Eck (Schwetzingen 1767 - París, 1838) fou un violinista alemany germà del també músic del violí, Franz Eck.
Violinista distingit, estudià aquest instrument amb Danner el 1788 fou contractat per a dirigir l'orquestra de la cort de Mannheim, sent després director dels concerts reials i, finalment, també s'encarregà de la del Teatre Nacional. Fou un dels violinistes cèlebres d'Alemanya i el 1801 es casà amb una rica senyora de l'alta societat i es retirà a França.
Va compondre sis concerts per a violí i un concert-simfonia per a dos violins.